# Imperva
Imperva est une société américaine éditrice de logiciels et de services de cybersécurité qui fournit une protection aux données d'entreprise et aux logiciels d'application. La société a son siège à San Mateo, en Californie.
Fondée par Shlomo Kramer (fondateur de Check Point et de Cato Networks), Imperva est connue principalement pour ses technologies WAF (pare-feu d'applications web) et sécurité des bases de données, basées sur le machine learning. En 2021, l'entreprise a été reconnue pour la 8ème année consécutive en tant que leader dans le Magic Quadrant de Gartner pour les WAF, en plus de son leadership technologique sur les sujets tels que le DDoS Management, la gestion des bots, ou encore la sécurité des API. 
Le groupe Imperva compte actuellement près de 6200 clients dans le monde, essentiellement des grands groupes (tels que NTT par exemple), répartis sur près de 150 pays.

## Historique
Imperva, initialement nommé WEBcohort, a été fondé en 2002 par Shlomo Kramer, Amichai Shulman et Mickey Boodaei. L'année suivante, la société a livré son premier produit, SecureSphere Web Application Database Protection, un pare-feu d'application Web . En 2004, la société a changé son nom pour Imperva. 
En 2011, Imperva est devenue publique et a été cotée à la Bourse de New York (NYSE: IMPV). En août 2014, Imperva a nommé Anthony Bettencourt comme PDG. En 2016, Imperva publié un scanner gratuit conçu pour détecter les appareils infectés ou vulnérables au botnet Mirai. 
En 2018, Imperva a réussi à identifier un bug dans Google Chrome qui permettait aux attaquants de voler des informations via des balises HTML pour l'audio et la vidéo des dossiers. La même année, les technologies WAF d'Imperva ont été reconnues par le marché dans le cadre du choix client de Gartner comme l'un des meilleurs WAF de l'année. 
En 2019, Imperva a été acquise par la société de capital-investissement Thoma Bravo. La même année, Imperva a subi une brèche de sa part lorsqu'elle a informé les clients qu'elle avait appris qu'un incident de sécurité avait révélé des informations sensibles pour certains utilisateurs d'Incapsula. Le PDG Chris Hylen a quitté en octobre 2019 et Thoma Bravo Président du Conseil, Charles Goodman, est devenu PDG par intérim. En janvier 2020, Imperva a nommé Pam Murphy, ancienne du top Management d'Oracle au poste de PDG. 
En 2021, dans le but de d’accélérer son développement sur la partie Cloud/Infra et CDN, Imperva nomme Dave Temkin au poste de vice-président des opérations d’infrastructures et de cloud ; Dave Temkin est l'ancien VP des Systèmes, Infrastructures et Stockage de Netflix, chez qui il a monté l’intégralité d'un des plus gros réseaux CDN au monde.  Au même moment, Imperva nomme également Micheal McCollough, ancien VP Channel/Alliances de son concurrent Akamai, en tant que Patron de la croissance stratégique, chargé de doper le réseau de partenaires de l’éditeur. De même, Scott Lovett (ancien leader Mondial des ventes d'Akamai et ancien de Cisco) et Karl Triebes (ancien directeur général d'Amazon Web Services et Directeur Technique de F5 Networks) rejoignent également Imperva cette même année au sein du top Management.  
En juillet 2023, le groupe Thales annonce l'acquisition d'Imperva pour 3,6 milliards de dollars.

## Acquisitions
En 2014, Imperva a acquis les actions complètes d' Incapsula , une start-up de sécurité des applications cloud appelée SkyFence, et des actifs d'audit de sécurité mainframe en temps réel de Tomium Software. En février 2017, la société a acheté Camouflage, une société de masquage de données. 
En août 2018, Imperva a acquis Prevoty, une société de sécurité RASP (RASP).  En juillet 2019, elle a acquis Distil Networks pour ses capacités de détection, gestion et neutralisations de bots malveillants. 
En 2020, Imperva a acquis jSonar, spécialisé dans la sécurité des bases de données. Imperva affirme que cette acquisition «sera le pionnier d'une nouvelle approche audacieuse pour sécuriser les données sur tous les chemins», en local ou dans le cloud (multi-cloud et base de données en tant que service (DBaaS).

## Services
Imperva développe des services de sécurité pour la protection des applications et des APIs sur le segment de marché WAAP (Web Application Firewalls et API Protection) avec des fonctions de Waf (Web Application Firewall), de CDN (cache de contenu statique distribué), de distribution du trafic (Loadbalancing), de protection DDOS et de protection des APIs.
Imperva propose également une plateforme pour la sécurité des données en environnement Cloud notamment basée sur du machine learning pour la détection des intrusions..